# 開発虎ノ門コンサルタント
開発虎ノ門コンサルタント株式会社（KAIHATSU-TORANOMON CONSULTANT CO.,LTD.）は、東京都新宿区に本社を置く1963年3月1日に設立した総合建設コンサルタント会社。

## 社名変更
2007年2月に、株式会社虎ノ門コンサルタンツの事業譲渡を受け、社名を「開発コンサルタント」から「開発虎ノ門コンサルタント株式会社」と変更。

## 登録事業
- 建設コンサルタント業：第77号
- 地質調査業：第303号
- 測量業：第595号
- 一般労働者派遣事業：般13-302623